# David E. Stone
David E. Stone (Filadélfia, 11 de dezembro de 1947) é um sonoplasta estadunidense. Venceu o Oscar de melhor edição de som na edição de 1993 por Bram Stoker's Dracula, ao lado de Tom McCarthy.